# 伊能勢敦子
伊能勢 敦子（いのせ あつこ、1971年 - ）は、日本の料理家、エッセイスト。

## 概要
1971年栃木県生まれ。料理家・エッセイストとして書籍や雑誌を中心に活動、企業のレシピ開発なども手がけている。
料理の製作、スタイリング、撮影も行うほか、執筆活動にも力を注いでいる。
2005年東京・青山のスパイラルマーケットでの「自費出版の本展」で、懐かしいわが家の味をまとめた手製本『おうちごはんとおうちおやつ』を発表した。

## 著書
- 『『Mary Rose』アコさんの乙女なお菓子とおふくろごはん』（2008年、主婦と生活社）
- 『アコさんの今日もごちそう日和』（2009年、産業編集センター出版部）
- 『家じかんを楽しむ65のヒント』（2009年、ソフトバンククリエイティブ）